# Alfonso Azpiri
Alfonso Azpiri Mejía (Madrid, 17 de enero de 1947 - Madrid, 18 de agosto de 2017) fue un historietista e ilustrador español, reconocido por series de ciencia ficción como Lorna o la infantil Mot.

## Biografía

### Inicios profesionales
Alfonso Azpiri nació en una familia de músicos pero, pese a su formación académica en ese ámbito, acabó decantándose por la historieta, su verdadera vocación.
Sus primeras historietas aparecieron en la revista Trinca a partir de 1971, con guiones de Carlos Buiza y Carlos Cidoncha, mostrando en ellas una gran influencia de Víctor de la Fuente.
Tras el cierre de Trinca, Azpiri se ganó la vida durante más de tres años con obras de carácter erótico para el mercado italiano, mientras iba desarrollando a ratos muertos historietas de autor como Zephyd. También colaboró en 1976 en la revista infantil El Acordeón.

### Madurez
A partir de 1981, en Cimoc, desarrolló con el guionista Cidoncha su serie Lorna, también para adultos. Posteriormente sus obras aparecerán en varias revistas prestigiosas, como Heavy Metal y Penthouse Comix.
Aparte de sus publicaciones en revistas, su inquietud le lleva en la década de 1980 por nuevos campos como la informática, produciendo doscientas carátulas para videojuegos y programas de ordenador de varias compañías contemporáneas de software españolas (Dinamic Software, Topo Soft y Opera Soft, entre otras). También realizó los diseños de la película El caballero del dragón (1985), dirigida por Fernando Colomo.
En 1988 comienza a publicar en "El Pequeño País" el cómic infantil Mot, que luego sería recopilado en álbumes de gran éxito y adaptado a serie de animación.

### Últimos años
Entre sus últimos trabajos se encuentran la portada de la película Rojo sangre (2004), dirigida por Christian Molina y protagonizada por Paul Naschy, o los carteles de Expocómic 2005 y la IX Semana Internacional de Cine Fantástico y de Terror de Estepona 2008. A principios de 2009 fue lanzado El Muro, cortometraje basado en el relato gráfico homónimo del autor publicado en el volumen Pesadillas II: Otros sueños.
Recientemente Alfonso Azpiri retomó la senda de los 80 para ilustrar un videojuego, La Corona Encantada, realizado en 2008 por Karoshi Corp, lanzado en soporte físico en la feria RetroMadrid en su edición de 2009 y publicado el 18 de julio de 2009 en formato digital por Relevo en su website, en sus versiones ZX Spectrum y MSX.
En 2009 lanzó su libro Spectrum, incluyendo una selección de portadas de videojuegos que ilustró durante los años 80 y comienzo de los 90.
En 2012 recibe el Premio RetroMadrid a la trayectoria por su extraordinaria labor en el campo de la ilustración de videojuegos.
Tras su fallecimiento Juan Manuel de Prada le dedicó un artículo.

## Obra

### Como historietista
| Años        | Título                        | Guionista                    | Tipo                      | Publicación original                          | Publicación posterior                                | Género                   |
| ----------- | ----------------------------- | ---------------------------- | ------------------------- | --------------------------------------------- | ---------------------------------------------------- | ------------------------ |
| 1971        | Dos fugitivos en Malasia      | Sesén                        | Serie                     | "Trinca" (Editorial Doncel)                   |                                                      |                          |
|             | Alpha Cosmos                  | C.S. Cidoncha y Carlos Buiza | Serie                     | "Trinca"                                      | Colección Trinca presenta, 1975 (ISBN 84-325-0547-1) |                          |
| 1976        | Un vampiro en mi cama         | A. C. Lobo                   | Historieta autoconclusiva | "Muerde" núm. 1                               |                                                      | Erótico                  |
| 1976        | Candhi                        | A. C. Lobo                   | Historieta autoconclusiva | "Muerde" núm. 3                               |                                                      | Erótico                  |
| 1976        | Las noches de Frankenstein    | A. C. Lobo                   | Historieta autoconclusiva | "Muerde" núm. 6                               |                                                      | Erótico                  |
| 1976        | La venganza de Tocatet-Amen I | A. C. Lobo                   | Historieta autoconclusiva | "Muerde" núm. 8                               |                                                      | Erótico                  |
| 1976        | La cosa del lago              | A. C. Lobo                   | Historieta autoconclusiva | "Muerde" núm. 11                              |                                                      | Erótico                  |
| 1978        | Zephyd                        | C. S. Cidoncha               | Serie                     | Cimoc                                         | Riego ediciones, 1980 (ISBN 84-85759-06-0)           | Fantasía heroica         |
| 1979-       | Lorna                         | Cidoncha, Azpiri             | Serie                     |                                               | Norma Editorial, 1981-                               | Ciencia ficción, Erótico |
| 1980        | Los vagagundos del infinito   | Cidoncha                     | Serie                     | "Delta"                                       |                                                      | Ciencia ficción          |
| 1982        | Pesadillas                    | Azpiri                       | Serie                     | "1984"                                        | Toutain, 1984                                        | Ciencia ficción          |
| 1983        | Manolo El Bárbaro             | Azpiri                       | Serie                     |                                               |                                                      | Cómico                   |
| 10/04/1988- | Mot                           |                              | Serie                     | "El Pequeño País"                             |                                                      |                          |
| 1991        | Reflejos                      | Juan Antonio de Blas         |                           |                                               |                                                      |                          |
| 1999-       | Sueños húmedos                | Azpiri                       |                           | Norma Editorial                               |                                                      | Erótico                  |
| 1994        | El Bosque de Lump             |                              |                           |                                               |                                                      |                          |
| 1994        | Bethlehem Steele              |                              | Serie                     | "Penthouse Comix"                             |                                                      | Erótico                  |
| 2000        | Sensations                    | Azpiri                       |                           | Norma Editorial (ISBN 84-8431-190-2)          |                                                      |                          |
| 2002        | Coxas de miedo                | Azpiri                       |                           | Alberto Santos Editor (ISBN 84-95070-00-6)    |                                                      |                          |
| 2002        | El fantasma del palacio       | Azpiri                       |                           | Imágica Ediciones (ISBN 84-95772-03-5)        |                                                      |                          |
| 2005        | Curiosidades Alfonso Azpiri   | Azpiri                       |                           | Terracómic (ISBN 84-609-8498-2)               |                                                      |                          |
| 2005        | Cementerio estelar            | Carlos Giménez               | Historieta autoconclusiva | Álbum en Norma Editorial, ISBN 84-9814-277-6  |                                                      | Ciencia ficción          |
| 2005        | Demond wind                   | Lovern Kindzierski           | Historieta autoconclusiva | Álbum en Norma Editorial, ISBN 84-9814-043-9  |                                                      |                          |
| 2006        | Xecuencias                    | Azpiri                       |                           | Ricardo Esteban Plaza (ISBN 84-935273-4-3)    |                                                      |                          |
| 2008        | "Los Burdeles de Ad Dara"     | Azpiri                       | Historieta autoconclusiva | Álbum en Norma Editorial (ISBN 9788498475234) |                                                      | Ciencia ficción, Erótico |

### Como ilustrador
Zack Galaxy para Alfaguara, escrito por Jordi Sierra i Fabra
- 1996 Zack Galaxy, una aventura intergaláctica (ISBN 84-204-4441-3)
- 1997 Zack Galaxy, Persecución total (ISBN 84-204-5740-X)
- 1998 Zack Galaxy, Misión secreta (ISBN 84-204-5772-8)
- 2010 BLUE SKY, La alianza del cielo azul escrito por Julio Peces Ruiz

### Libro de bocetos
- Azpiri Sketchbook (ISBN 1-882931-82-3) (Norma Editorial)

### Portafolios
- 1996 Pórtico (ISBN 84-7904-337-7) (Norma Editorial)
- 2009 Spectrum. El arte para videojuegos de Azpiri (ISBN 978-84-674-8382-6) (Planeta de Agostini)